# Parafia św. Michała Archanioła w Długołęce
Parafia św. Michała Archanioła w Długołęce – parafia rzymskokatolicka w dekanacie Oleśnica zachód w archidiecezji wrocławskiej. Erygowana w XIV wieku.

## Odpusty
- 29 września – Ku czci Św. Michała Archanioła
- V niedziela wielkanocna – Odpust Eucharystyczny

Proboszczem od 2019 jest ks. mgr Rafał Cyfka.